# Yves Détraigne
Yves Détraigne, né le 21 décembre 1954 à Reims, est un homme politique français, sénateur de la Marne. Membre du MoDem, il a annoncé le 8 mai 2008 se mettre « en retrait » du parti, sans le quitter. En octobre 2009, il rejoint l'Alliance centriste, le parti de Jean Arthuis. Il adhère ensuite à l'Union des démocrates et indépendants.

## Carrière professionnelle
Ancien élève de l'ENA (promotion Solidarité), il a été magistrat à la Chambre régionale des comptes d'Île-de-France pendant près de 20 ans.

## Carrière politique

### Maire de Witry-lès-Reims
Yves Détraigne est élu maire de Witry-lès-Reims (Marne) en mars 1989 (réélu en 2008, au premier tour avec 73,59 % des voix).
Il préside l'association des maires de la Marne (AMM) pendant 22 ans et le syndicat de valorisation des ordures ménagères de la Marne (SYVALOM) depuis sa création en 1999 jusque 2017.
En tant que maire de Witry-lès-Reims, il siège au sein de la communauté de communes de la Plaine de Bourgogne dont il devient président en janvier 2005[réf. nécessaire]. En 2013, la commune s'étend à de nouvelles communes et devient la communauté de communes de Beine-Bourgogne, toujours présidée par Yves Détraigne. Fin 2016, la communauté de communes disparaît en fusionnant au sein du Grand Reims ; ses fonctions de président de l'intercommunalité cessent alors.
Conformément à la législation limitant le cumul des mandats en France, il démissionne en octobre 2017 de son mandat de maire de Witry-lès-Reims et donc de celui de président de l'association des maires de la Marne,. Après 28 ans de mandat, son deuxième adjoint, Michel Keller, lui succède. En février 2018, il est nommé maire honoraire de Witry-lès-Reims

### Conseiller général du canton de Bourgogne
Élu au Conseil général de la Marne à l'âge de 37 ans, il y a présidé pendant sept années la Commission des Finances avant de siéger en qualité de vice-président de l'Assemblée départementale jusqu'à sa démission en septembre 2001, date de son entrée au Sénat. 

### Sénateur de la Marne
Depuis octobre 2004, il est membre de la Commission des Lois au Sénat et membre de la Haute Cour de Justice. Il siège également au sein du Conseil d'orientation pour la prévention des risques naturels majeurs[réf. nécessaire].
Il est également membre de la Commission d'accès aux documents administratifs (CADA) et du Conseil d'orientation de la simplification administrative (COSA). Depuis 2006, il siège au sein de la Commission consultative relative à l’élimination des déchets d’équipements électriques et électroniques, appelée communément « D3E »[réf. nécessaire].
Il soutient Alain Juppé pour la primaire présidentielle des Républicains de 2016[réf. nécessaire]. 
Lors des élections sénatoriales de 2017, Yves Détraigne est réélu pour un nouveau mandat. La liste d'union de la droite et du centre sur laquelle figure le sénateur remporte en effet les trois sièges que compte le département de la Marne, en rassemblant 54,18 % des suffrages,.
Si selon le quotidien Le Monde, il a fait partie des quinze parlementaires qui ont été l’objet, fin 2018, d’un signalement judiciaire de la Haute Autorité pour la transparence de la vie publique pour avoir, selon ses investigations, mésusé de leur indemnité représentative de frais de mandat, le Parquet National Financier a classé sans suite ce dossier après enquête.
Depuis octobre 2020, il siège au sein de la Commission des Affaires Étrangères, de la Défense et des Forces Armées du Sénat.